# أوقات عصيبة

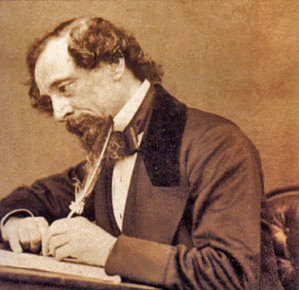
تشالز ديكنز

أوقات عصيبة ، 1870 (بالإنجليزية: Hard Times) من أهم روايات الأديب البريطاني تشارلز ديكنز, و هي عاشر رواياته، نشرت لأول مرة عام 1854م. يصف الكاتب فيها المجتمع الإنجليزي مظهراً الضغوط الاجتماعية والاقتصادية لذلك الزمان.
يعتبر دكنز فناناً معمارياً راقياً في بناء القصة المتسلسلة أحداثها بشكل منظم .

## عن القصة
هذه الرواية مختلفة عن غيرها على الأقل لسببين. أولهما هو أنها لا تحتوي على أي صورة. أما ثانيهما، فهو أن أحداث الرواية لا تدور لا في لندن ولا في نواحيها، كما عود على ذلك ديكنز، بل في مدينة صناعية خيالية في شمال إنجلترا تدعى كوكتاون. تدور أحداث القصة خلال الثورة الصناعية و تتطرق إلى حب المال والمادة المسيطر على أوروبا في هذا الوقت، فهو يحكي عن أب «جريدجرايند» Gradgrind الذي يعلم أبناءه على مبدا العقل البحت متناسيا القلب والعواطف الإنسانية، مما أوقعهم في مشاكل اجتماعية بعد ذلك.

## النشر
نُشرت الرواية بشكل سلسلة في مجلة ديكنز الأسبوعية هاوس هولد ووردس، كانت المبيعات ممتازة، وشجّعت ديكنز على الاستمرار، الذي كان يشير إلى نفسه بأنه ثلاثة أرباع مجنونة، والربع الرابع مصاب بالهذيان مع اندفاع دائم على كتابة رواية أوقات عصيبة. كُتبت الرواية على عشرين جزء أسبوعي في الفترة بين 1 أبريل، و12 أغسطس عام 1854، بيعت الرواية بشكل جيد، ونُشر المجلد الكامل في أغسطس بحوالي 110 ألف كلمة، ونُشرت رواية أخرى في هذه المجلة هي «شمال وجنوب» كتابة إليزابيث جاكسل.

## ملخّص الرواية
تتبع الرواية البنية ثلاثية الأقسام الكلاسيكية، وترتبط عناوين كل كتاب بالغلاتيانات 7:6 «أي رجل يزرع، سيحصد أيضًا.» كان عنوان الكتاب الأول الزرع، والثاني الحصاد، والثالث التكديس.

### الكتاب الأول: الزرع
تبدأ الرواية عندما يفتح السيد غرادغريند مدرسته في كوكيتاون قائلًا: «الآن، كل ما أريده هو الحقائق، وتعليم هؤلاء الصبيان والبنات الحقائق، ولا شيء إلا الحقائق»، ويسأل غرادغريند أحد طلابه، وهي سيسيليا (الملقبة بسيسي)، والتي كان والدها يعمل في السيرك. طلب السيد غرادغرين منها أن تعرّف الحصان بما أن والدها يعمل مع الأحصنة. وعندما وبّخها لعدم قدرتها على تعريف الحصان بشكل واقعي، أعطت زميلتها بيتزر لمحة عن الحيوان، ووُبّخت سيسي لأنها اقترحت أن تكسو السقف بصور الأزهار أو الأحصنة.
ذهب كل من لويزا وتوماس، وهما طفلا السيد غرادغريند بعد المدرسة لمشاهدة السيرك الذي يديره السيد سليري، فقط من أجل مقابلة والدهم الذي أمرهم بالعودة إلى المنزل. ولدى السيد غرادغريند ثلاثة أطفال أصغر سنًا: آدم سميث (الذي سُمي على اسم الباحث النظري المشهور الذي وضع نظرية مبدأ عدم التدخل)، ومالتوس (على اسم القس توماس مالتوس، الذي كتب مقالًا عن مبدأ السكان، يحذر فيه من مخاطر الاكتظاظ السكاني في المستقبل)، وجين.
يظهر يوشيا بوندربي «وهو رجل خالٍ تمامًا من المشاعر» كصديق حميم لغرادغريند. يملك بوندربي مصنعًا، ومطحنة، وكان غنيًا. وكان يروي غالبًا روايات درامية، ومزورة عن طفولته، مما كان يخيف مدبرة منزل السيد بوندربي، والسيدة سبارسيت.
اعتبر كل من غرادغريند، وبوندربي أن سيسي تملك تأثيرًا سيئًا على الأطفال الآخرين، لذلك كانا يحضران لطردها من المدرسة، سرعان ما اكتشف الثلاثة أن والدها تخلى عنها، على أمل أن تعيش حياة أفضل من دونه. عند هذه النقطة يظهر أعضاء السيرك بقيادة مديرهم السيد سليري. يعطي السيد غرادغرين لسيسي أحد الخيارين، إما العودة إلى السيرك وإيقاف تعليمها، أو مواصلة تعليمها، والعمل مع السيدة غرادغرين، لكن دون العودة إلى السيرك مطلقًا. تقبل سيسي الخيار الأخير، على أمل أن يجتمع شملها مع والدها مجددًا. في منزل غرادغرين كان توم ولويزا يتذمران من تعليمهما، وكذلك كانت سيسي.

## روابط خارجية
- أوقات عصيبة على موقع الموسوعة البريطانية (الإنجليزية)